# Symphoromyia sackeni
Symphoromyia sackeni är en tvåvingeart som beskrevs av Aldrich 1915. Symphoromyia sackeni ingår i släktet Symphoromyia och familjen snäppflugor. Inga underarter finns listade i Catalogue of Life.